# Belsize Park
Belsize Park est un quartier de la ville de Londres, situé dans le borough de Camden. Il borde Hampstead au nord et à l'ouest, Kentish Town et Gospel Oak à l'est et Primrose Hill au sud.

## Personnalités
- Alfred East (1844-1913), peintre, y est mort.
- Margaret Nolan (1943-2020), actrice et mannequin britannique, y est morte.
- Helen Storey née à Belsize Park en 1956[1].